# Matthijs van Miltenburg
Matthijs van Miltenburg (Rosmalen, 2 april 1972) is een Nederlands politicus namens D66.

## Maatschappelijke carrière
Van Miltenburg studeerde internationaal recht en juridische bestuurswetenschappen aan de Universiteit van Tilburg. Na de afronding van zijn studie werd hij in 1997 docent aan de universiteit van Utrecht (beleidsterrein: recht van de internationale organisaties). Daarna trad hij in dienst bij het ministerie van Verkeer en Waterstaat, waar hij werkte bij de centrale directie juridische zaken en de directie internationale zaken.
Vanaf 2001 woonde Van Miltenburg in Frankrijk, waar hij werkte als specialist op het terrein van de Europese structuurfondsen. Hij was tevens docent bij een Franse bestuursacademie.
In 2007 trad Van Miltenburg in dienst bij de provincie Noord-Brabant als senior beleidsadviseur internationale zaken. In 2012 werd hij projectmanager buitenlandse investeringen bij de Brabantse Ontwikkelingsmaatschappij (BOM).

## Politieke loopbaan
Van Miltenburg was van 2010 tot 2014 lid van de gemeenteraad van 's-Hertogenbosch.
Van 1 juli 2014 tot en met 1 juli 2019 was Van Miltenburg lid van het Europees Parlement. In het Europees Parlement was hij namens de liberale fractie coördinator van de commissie Regionale Ontwikkeling (REGI) en plaatsvervangend lid van de commissies Vervoer en Toerisme (TRAN) en Interne Markt en Consumentenbescherming (IMCO). Daarnaast was hij lid van de interparlementaire vergadering met Latijns-Amerika (EuroLat) en plaatsvervangend lid van de delegaties voor de betrekkingen met Brazilië, Chili en Mercosur.
Bij de Provinciale Statenverkiezingen 2023 was Van Miltenburg in Noord-Brabant de lijsttrekker van D66. Sinds 29 maart 2023 is hij er Statenlid.

## Persoonlijk
Van Miltenburg woont samen in 's-Hertogenbosch en is vader van twee kinderen.